# Винка алкалоид
Винка алкалоиди су група антимитотичких и антимикротубуларних алкалоидних агенаса, који су оригинално изведени из зимзелене биљке catharanthus roseus.
Винка алкалоиди се користе у хемотерапији канцера. Они су класа цитотоксичних лекова специфичних за ћелијски циклус који делују путем инхибирања деобене способности ћелија рака. Они делују на тубулин, и спречавају га да формира микротубуле, компоненте које су неопходне за ћелијску деобу.
Винка алкалоиди се у данашње време синтетички производе и користе као лекови у терапији канцера и као имуносупресивних лекови. Ова једињења обухватају винбластин, винкристин, виндесине, и Винорелбин. Следећи винка алкалоиди су такође изучавани: дезоксивинкаминол, винкаминол, винбурнин, винкамајин, винеридин, и винбурнин.
Винпоцетин је семисинтетички дериват винка алкалоида винкамина (понекад се описује као " синтетички етил естар аповинкамина").